# Pjotr Sedov
Pjotr Nikolajevitj Sedov (ry: Пётр Никола́евич Седо́в), född 24 augusti 1990, är en rysk längdskidåkare. Han tog som 18-åring en femteplats i världscuppremiären i Gällivare den 20 november 2010 över 15 km i fristil. Sedov tog sin första världscupseger på distansen 30 kilometer skiathlon i Pyeongchang 2017.
Han debuterade i världscupen den 8 mars 2009 i Lahtis i Finland.